# John Johnson (2e baronnet)
Pour les articles homonymes, voir Johnson.
John Johnson, né le 5 novembre 1742 et mort le 4 janvier 1830, est un chef loyaliste pendant la Révolution américaine, un loyaliste britannique, officier militaire provincial, un homme politique au Canada et un riche propriétaire terrien dans la vallée de la Rivière Mohawk. Il est le fils de Sir William Johnson, 1er baronnet, qui est le surintendant britannique des Affaires indiennes pour les colonies du nord, basé dans la province de New York.

## Biographie
John Johnson hérite du titre de baronnet et de 81 000 hectares (200 000 acres), des terres de son père en 1774. Sir John s'installe au Canada pendant la guerre d'indépendance des États-Unis avec sa famille et ses alliés, car il risque d'être arrêté par les autorités rebelles. Il dirige le King's Royal Regiment of New York, lequel est l'un des premiers régiments loyalistes, levés le 19 juin 1776, au Canada britannique et est promu brigadier général en 1782. Cette année-là, Sir John Johnson est également nommé surintendant général et inspecteur général des affaires indiennes des Premières Nations au Canada, notamment les quatre nations iroquoises qui s'y sont installées. Après la guerre, il est nommé par la Couronne pour distribuer les terres du Haut-Canada aux Loyalistes en exil et estime qu'il a contribué à la réinstallation de près de 3 800 réfugiés en 1784. Il siège également au Conseil législatif du Bas-Canada. Il est décédé au mont Johnson, nommé de nos jours le Mont-Saint-Grégoire, près de Montréal.

### Jeunesse
Johnson est né près d'Amsterdam (New York), le 5 novembre 1741. Il est le fils unique du colonel Sir William Johnson, 1er baronnet, et de sa conjointe de fait, Catherine Weissenberg, une immigrante allemande du Palatin. Comme ses parents ne se sont jamais mariés, il est baptisé John Wysen Bergh par le révérend Henry Barclay le 7 février 1741/2 comme anglican dans la chapelle de Fort Hunter. Son père est un commandant militaire pendant la guerre de Sept Ans qui a favorisé la colonisation britannique de la vallée de la Mohawk et le commerce avec les Mohawks, et a fondé la communauté de Johnstown  dans la province de New York.
Ses grands-parents paternels sont Christopher Johnson et Lady Anne Warren, frère du vice-amiral Sir Peter Warren (qui épouse la tante de sa future épouse, Susannah Delancey, la fille d'Étienne de Lancy, descendant du roi Guillaume le Conquérant.
De 1757 à 1760, John étudie sporadiquement à l'Académie et au Collège de Philadelphie. À partir de 13 ans, il accompagne son père dans des expéditions militaires et des conférences avec les Indiens.

### Révolution Américaine
En janvier 1776, neuf mois après le déclenchement de la Révolution américaine, Johnson rassemble plusieurs centaines de partisans armés à Johnstown (New York). Il envoie une lettre au gouverneur William Tryon, par l'intermédiaire du capitaine John McDonell, disant que lui et ses voisins loyalistes se sont concertés pour lever un bataillon pour la cause britannique. Il déclare qu'il pourrait lever 500 guerriers indiens qui, utilisés avec ses troupes régulières, pourraient reprendre tous les forts capturés par les rebelles.

### Fuite au Canada
Le 20 janvier 1776, le major général Philip Schuyler, avec une force de troupes continentales et la milice du comté de Tryon au nombre d'environ 3 000, désarma Johnson et environ 300 de ses partisans loyalistes; Schuyler a libéré Johnson sur parole. Apprenant en mai 1776 qu'une autre force est envoyée pour l'arrêter, Johnson décide de fuir avec sa famille et ses partisans au Canada. Il mène environ 170 de ses locataires et alliés de la Confédération iroquoise à Montréal. La loyauté de Sir John envers le roi lui coûte sa maison à Johnstown et de vastes propriétés dans la vallée de la Mohawk, qui ont toutes été confisquées après la guerre par l'État de New York.